# 纽约时报杂志
《纽约时报杂志》（英語：The New York Times Magazine），是《纽约时报》的一份周日增刊。首期于1896年9月6日出版，以长篇叙事新闻报道为特色。

## 主编
近年来的总主编为：
- 2014年至今：Jake Silverstein[1]
- 2010年-2013年：Hugo Lindgren[5]
- 2003年-2010年：Gerry Marzorati[6]
- 1998年-2003年：Adam Moss[7]

## 获奖
《纽约时报杂志》曾获得数次普利策奖，包括：
- 2010年普利策调查报道奖，《纽约时报杂志》和ProPublica共同报道的《生死抉择》（The Deadly Choices At Memorial）[8]
- 1992年普利策特稿写作奖，《Grady's Gift》[9]
- 1983年普利策特稿写作奖，《Toxic Shock》[10]